# Stelis aperta
Stelis aperta är en orkidéart som beskrevs av Leslie Andrew Garay. Stelis aperta ingår i släktet Stelis och familjen orkidéer. Inga underarter finns listade i Catalogue of Life.